# Свети Никола (Зърновско)
„Свети Никола“ (на албански: Kisha Shën Kollit) е възрожденска православна църква край преспанското село Зърновско, Албания.

## Местоположение
Църквата е разположена на 3 km източно от Зърновско в местността Ралник или Старо село, където до XVIII век е било разположено селото. Тя е единствената оцеляла сграда от старото село.

## История
Църквата е възрожденска. Изградена е в XVII – XVIII век. По време на атеистичния режим на Енвер Ходжа в 1967 година църквата е затворена. След демократичните промени е обновена и отново става част от възстановената Албанска православна църква.